# Истра (посёлок)
И́стра — посёлок  в Московской области России. Входит в городской округ Красногорск. Население — 1173 чел. (2010).

## География
Посёлок расположен на юго-западе городского округа, на левом берегу впадающей слева в реку Истру речки Свинорка. Высота центра над уровнем моря 182 м. Ближайший населённый пункт — деревня Степановское, расположенная на противоположном берегу Свинорки. В полукилометре севернее проходит автодорога Балтия.

## История
Посёлок был основан в 1958 году как жилье для строителей пансионата, который был в начале 60-х приспособлен для размещения Московской городской клинической онкологической больницы № 62.
С 1994 до 2004 года Истра входила в Петрово-Дальневский сельский округ Красногорского района, а с 2005 до 2017 года включалась в состав Ильинского сельского поселения Красногорского муниципального района.

## Население
| 2002 | 2006  | 2010  |
| ---- | ----- | ----- |
| 1248 | →1248 | ↘1173 |